# Antonino Spadaccino

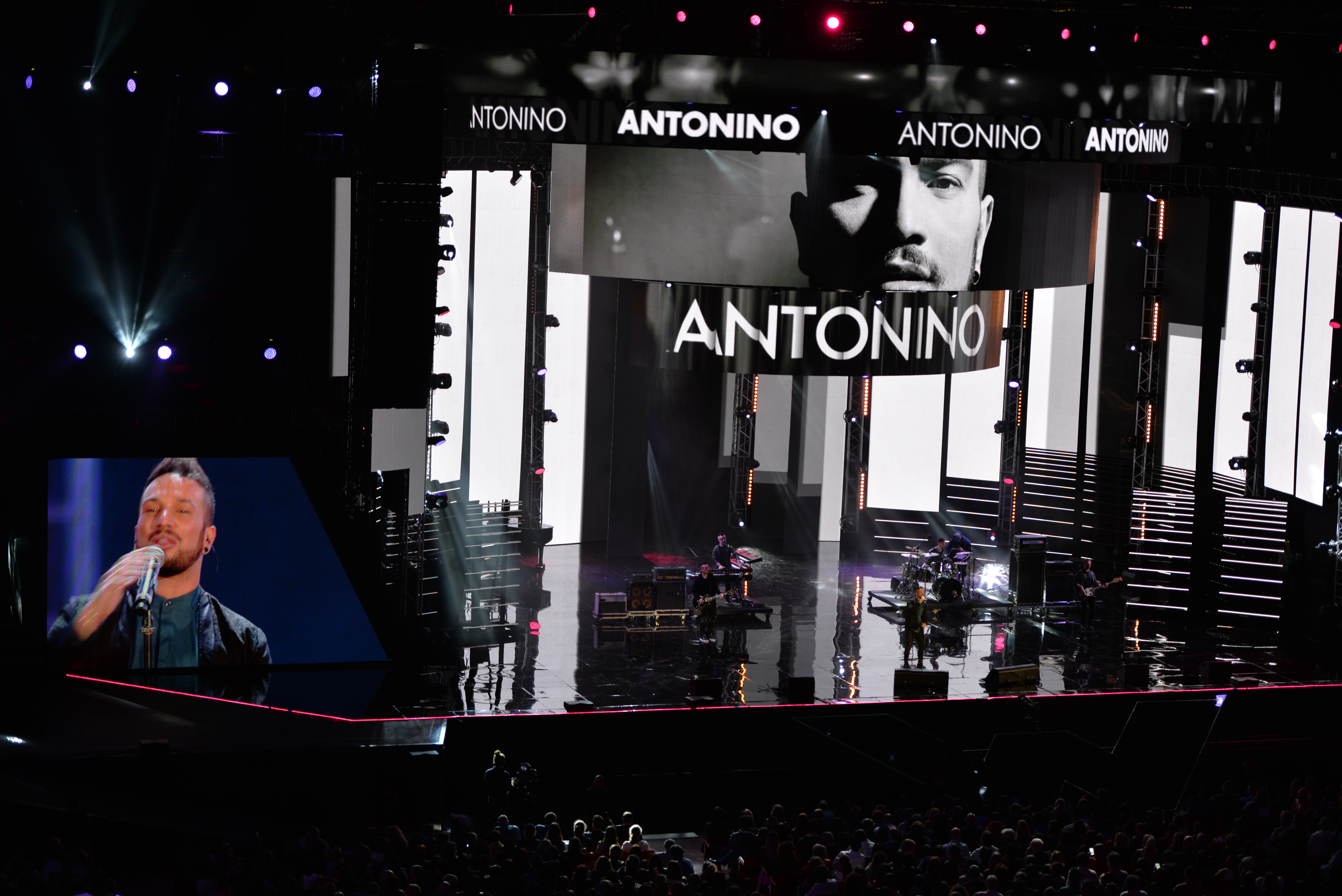
Auftritt des Sängers während der Wind Music Awards 2016

Antonino Spadaccino (* 9. März 1983 in Foggia als Antonio Spadaccino), auch nur Antonino, ist ein italienischer Sänger.

## Werdegang
Spadaccino präsentierte sich der Öffentlichkeit zwischen 2004 und 2005 erstmals bei seiner Teilnahme an der vierten Staffel der Castingshow Amici di Maria De Filippi, die er schließlich gewann. Unter der Anleitung von Manager Mario Lavezzi arbeitete der Sänger daraufhin an seinem ersten Album, das 2006 unter dem Titel Antonino bei Ariola erschien. Zwei Jahre später veröffentlichte er sein zweites Album Nero indelebile.
In den Jahren 2009 und 2010 nahm der Sänger an zwei Musikwettbewerben in Brașov (Rumänien; Cerbul de Aur) und in Çeşme (Türkei) teil, die er beide gewann. Auch beim mit Amici zusammenhängenden Wettbewerb Io ci sono konnte er den ersten Platz erreichen. Nach der EP Costellazioni 2011 erschien 2012 das dritte Album Libera quest’anima. Spadaccino betätigte sich auch als Songwriter für andere Interpreten, so 2013 für Emma Marrone; die Sängerin hatte ihrerseits 2012 sein erfolgreiches Lied Resta ancora un po’ geschrieben.
Als Coach beim Tanzwettbewerb La pista auf Rai 1 kehrte der Sänger 2014 ins Fernsehen zurück. Erst 2016 erschien mit Nottetempo auch ein neues Album; wenige Tage zuvor hatte der Sänger sich als schwul geoutet.

## Diskografie
Alben und EPs

| Jahr | Titel              | Höchstplatzierung, Gesamtwochen, AuszeichnungChartsChartplatzierungen (Jahr, Titel, Platzierungen, Wochen, Auszeichnungen, Anmerkungen) | Anmerkungen |
| Jahr | Titel              | IT | Anmerkungen |
| ---- | ------------------ | --- | ----------- |
| 2006 | Antonino           | IT37 (7 Wo.)IT | Ariola      |
| 2008 | Nero indelebile    | IT39 (4 Wo.)IT | Sony BMG    |
| 2012 | Libera quest’anima | IT19 (17 Wo.)IT | Universal   |
| 2016 | Nottetempo         | IT16 (3 Wo.)IT | Universal   |

- 2011 – Costellazioni (EP)

Singles

| Jahr | Titel Album                            | Höchstplatzierung, Gesamtwochen, AuszeichnungChartsChartplatzierungen (Jahr, Titel, Album, Platzierungen, Wochen, Auszeichnungen, Anmerkungen) | Anmerkungen |
| Jahr | Titel Album                            | IT | Anmerkungen |
| ---- | -------------------------------------- | --- | ----------- |
| 2005 | Ce la farò Antonino                    | IT3 (18 Wo.)IT |             |
| 2011 | Costellazioni                          | IT60 (1 Wo.)IT |             |
| 2012 | Ritornerà Libera quest’anima           | IT22 (13 Wo.)IT |             |
| 2012 | Imagine                                | IT99 (1 Wo.)IT |             |
| 2012 | Resta ancora un po’ Libera quest’anima | IT6 (4 Wo.)IT |             |

- 2006 – Un ultimo brivido
- 2006 – Nel mio segreto profondo
- 2008 – Resta come sei
- 2010 – Freedom
- 2011 – Chi sono
- 2016 – Ali nere
- 2016 – Gira

## Belege
1. 1 2 3  Chi è Antonino Spadaccino, ospite ai Wind Music Awards 2016. In: Rockol.it. 6. Juni 2016, abgerufen am 6. Juli 2016 (italienisch).
2. ↑  Daniele Particelli: Antonino Spadaccino fa coming out: “Sono innamorato e vorrei sposarmi”. In: QueerBlog.it. Blogo.it, 20. April 2016, archiviert vom Original (nicht mehr online verfügbar) am 29. Juli 2021; abgerufen am 6. Juli 2016 (italienisch).  Info: Der Archivlink wurde automatisch eingesetzt und noch nicht geprüft. Bitte prüfe Original- und Archivlink gemäß Anleitung und entferne dann diesen Hinweis.
3. ↑  Alben von Antonino (Spadaccino). In: Italiancharts.com. Hung Medien, abgerufen am 5. Juli 2016.
4. ↑  Guido Racca & Chartitalia: Top 100 FIMI Singoli. Lulu, 2013, S. 65.

| Personendaten    | Personendaten                               |
| ---------------- | ------------------------------------------- |
| NAME             | Spadaccino, Antonino                        |
| ALTERNATIVNAMEN  | Spadaccino, Antonio (Geburtsname); Antonino |
| KURZBESCHREIBUNG | italienischer Sänger                        |
| GEBURTSDATUM     | 9. März 1983                                |
| GEBURTSORT       | Foggia                                      |